# Rhopalomeces dilaticornis
Rhopalomeces dilaticornis är en skalbaggsart som först beskrevs av Aurivillius 1908.  Rhopalomeces dilaticornis ingår i släktet Rhopalomeces och familjen långhorningar. Inga underarter finns listade i Catalogue of Life.